# Măcăleandru roșcat
Măcăleandrul roșcat (Cercotrichas galactotes) este o specie de pasăre paseriforme din familia Muscicapidae. Cuibărește în zone uscate din habitate deschise cu tufișuri dese, garduri vii, livezi. Se reproduce în jurul Mării Mediterane și la est până în Pakistan. De asemenea, se reproduce la sud de Sahara din regiunea Sahel la est până în Somalia; aceste păsări africane sunt uneori considerate a fi o specie separată, măcăleandrul african (C. minor). Este parțial migrator, iernând în Africa (Kenia, Sudanul de Sud, Etiopia, Somalia) și India. Acesta este un vizitator foarte rar în nordul Europei.
Numele științific provine din greaca veche. Cercotrichas vine de la kerkos, „coadă” și trikhas, „sturz”, iar galactotes înseamnă asemănător cu laptele, de la gala, „lapte”.

## Descriere
Măsoară aproximativ 15 cm lungime, cu picioare relativ lungi și o coadă mare rotunjită. Este maroniu dorsal și alb-murdar ventral. Coada roșie-maronie este lungă, cu negru și alb pe vârfurile rectricelor externe. Are o dungă largă curbată, alb-crem, de la nări până în spatele ochiului și o linie maro închis peste ochi.  Zona de sub ochi este albicioasă, iar acoperitoarele urechilor maro-pal. Ochii și ciocul sunt maro, dar mandibula inferioară a ciocului are o bază cenușie.
Sunetul este dur cu clicuri linguale și fluierături fine. Cântecul este asemănător unui sturz dar cu un ton mai melancolic.

## Galerie

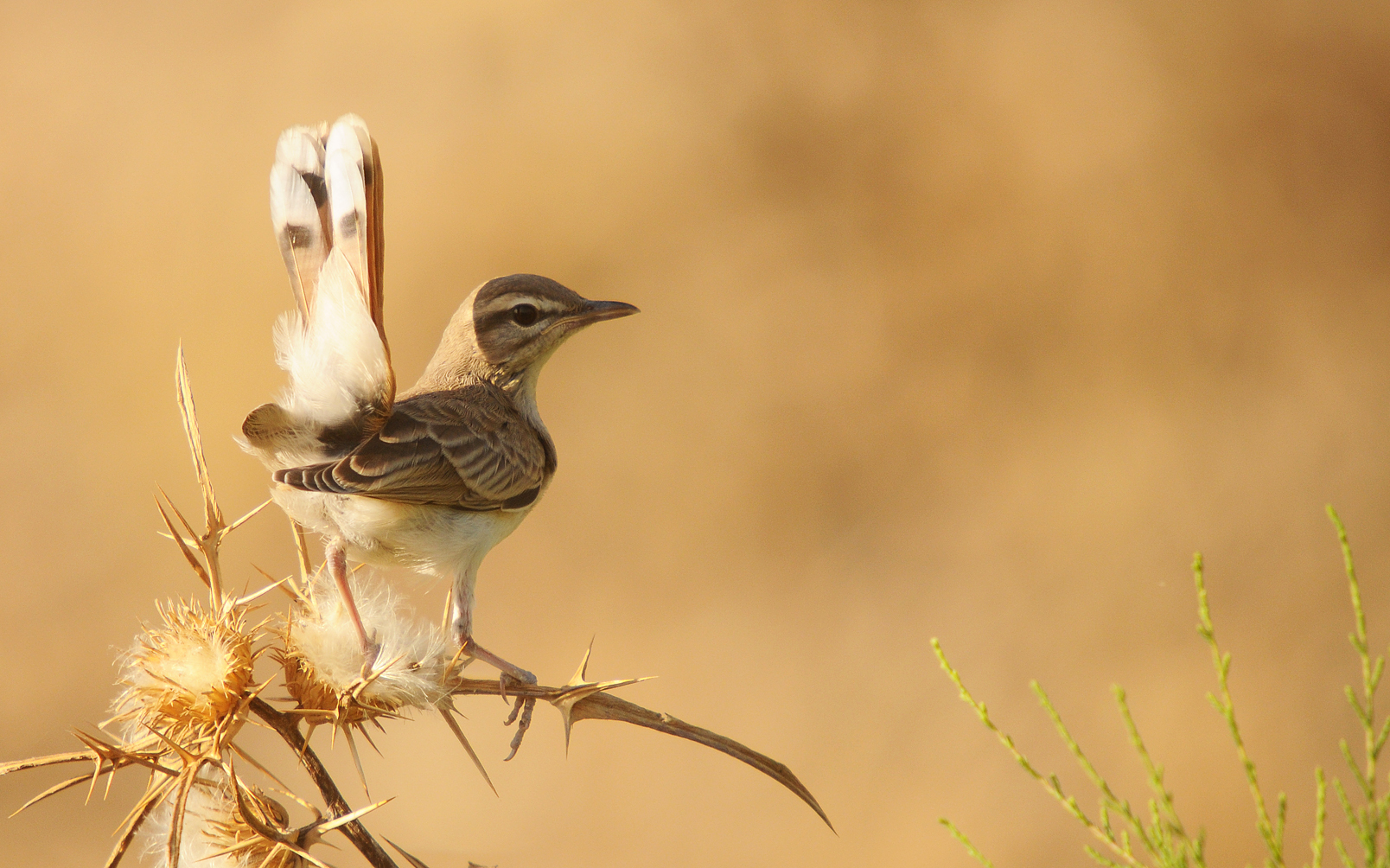
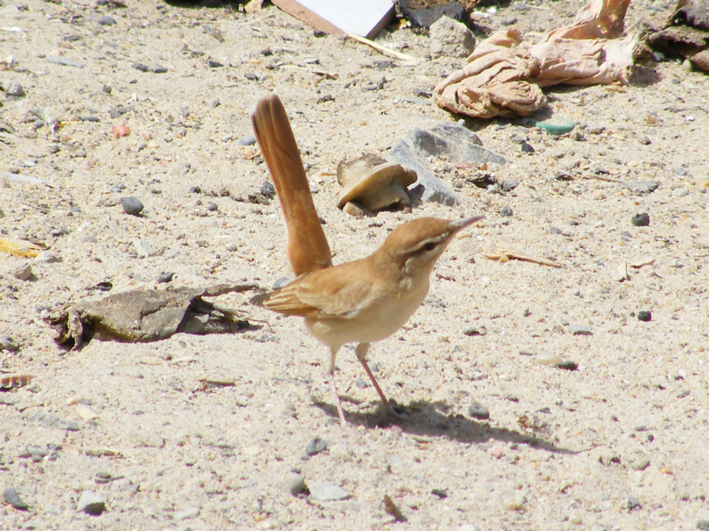
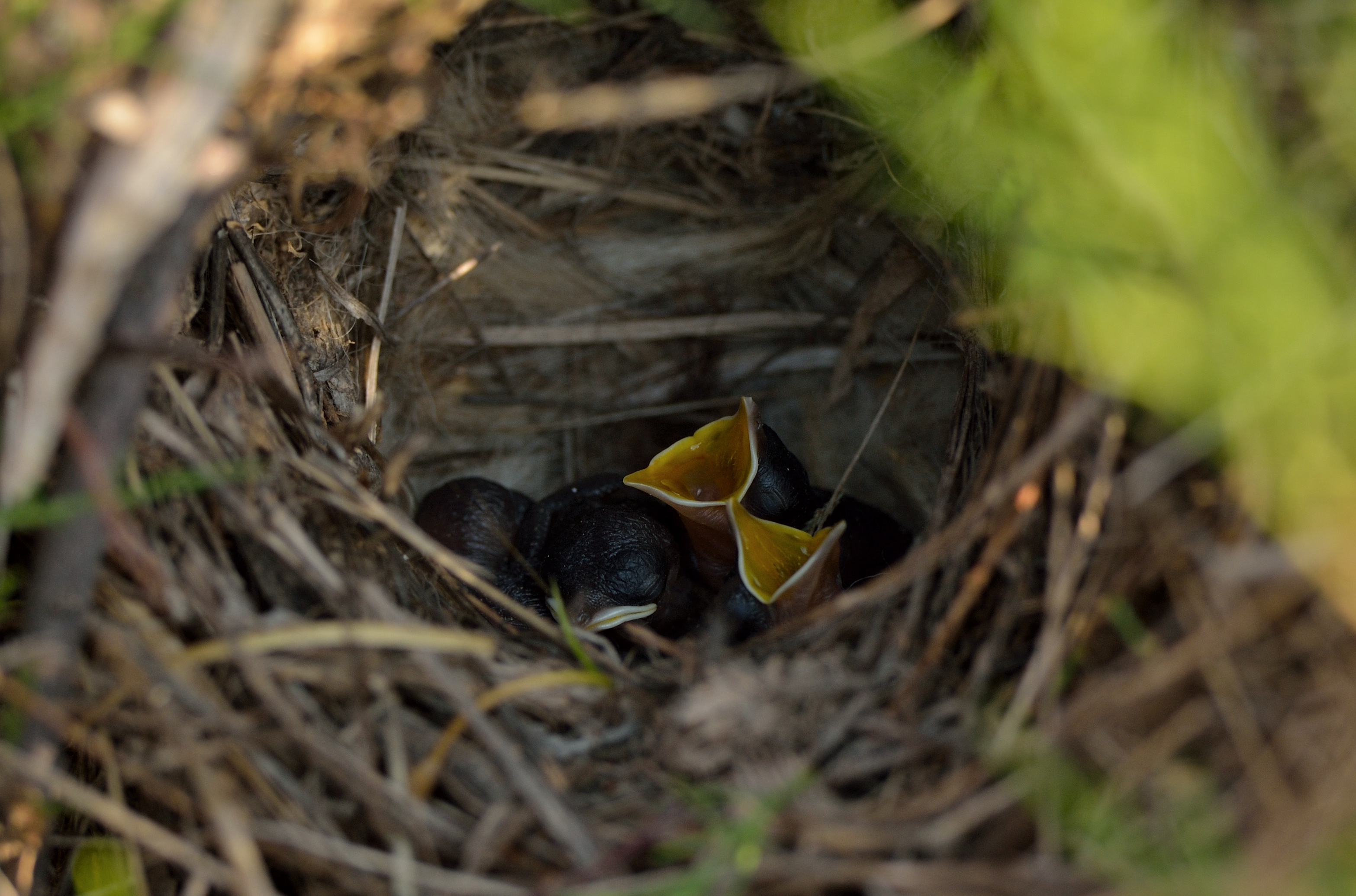
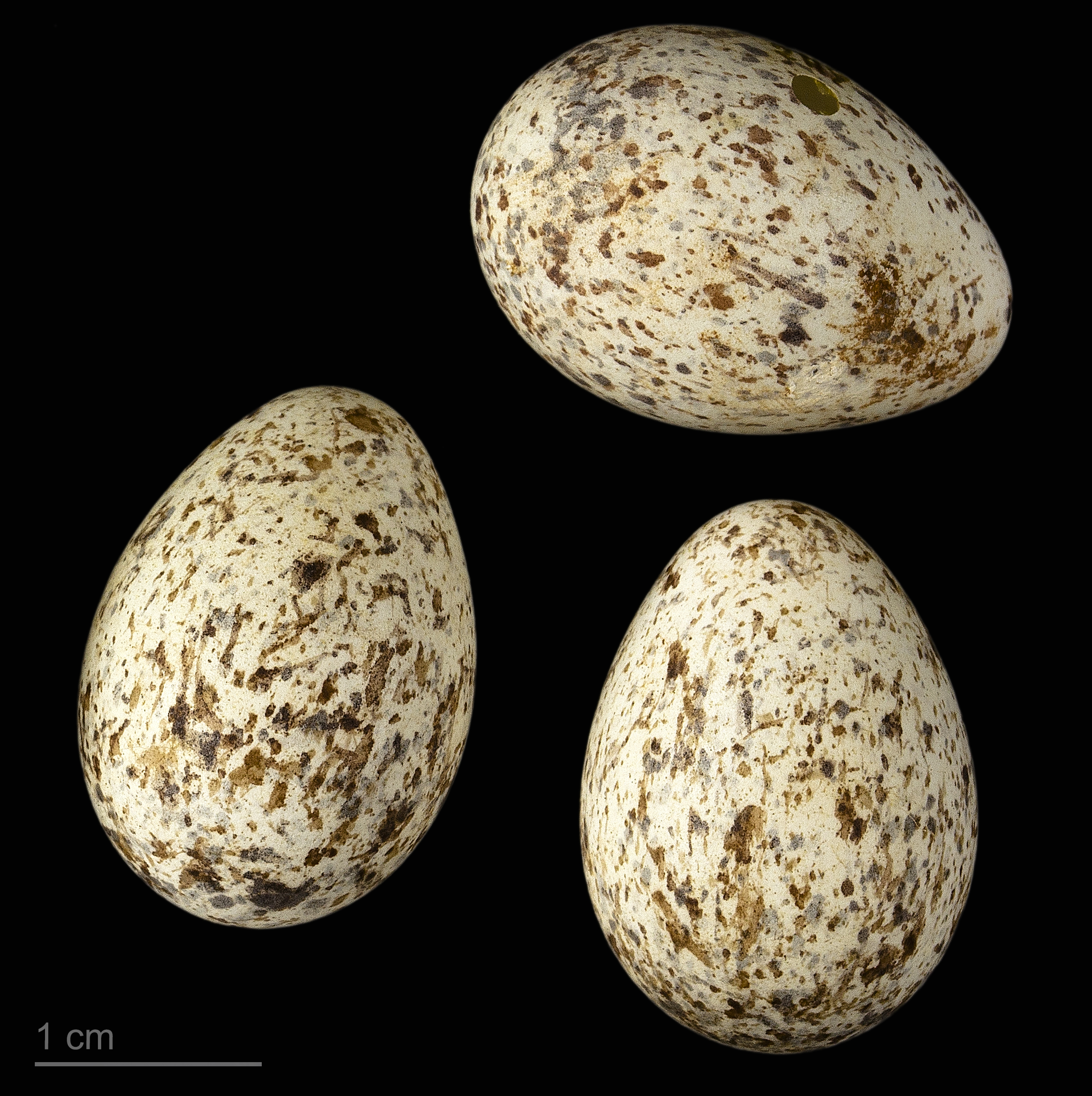
Cercotrichas galactotes - MHNT